# Toni Fuidias
Toni Fuidias Ribera (Berga, 15 de abril de 2001) es un futbolista español que juega como guardameta en el Gimnàstic de Tarragona de la Primera Federación.

## Trayectoria
Formado en la cantera del Real Madrid C. F., debutó con el filial el 29 de noviembre de 2020 en un empate por 2-2 frente a la U. D. Poblense en la Segunda División B. Tras casi 10 años en el club, el 1 de septiembre de 2022 se oficializó su incorporación al Girona F. C. de la Primera División de España, firmando un contrato con el club catalán hasta 2025. Estuvo dos campañas y en julio de 2024, tras haber renovado hasta 2026, fue cedido al F. C. Cartagena para que compitiera una temporada en la Segunda División. Un año después amplió su contrato hasta 2027 y volvió a salir a préstamo, esta vez al Gimnàstic de Tarragona.

## Clubes
Actualizado al último partido disputado el 25 de mayo de 2025.
| Club                            | País   | Año       | Partidos |
| ------------------------------- | ------ | --------- | -------- |
| Real Madrid Castilla C. F.      | España | 2020-2022 | 39       |
| Girona F. C.                    | España | 2022-act. | 3        |
| F. C. Cartagena (cedido)        | España | 2024-2025 | 5        |
| Gimnàstic de Tarragona (cedido) | España | 2025-act. |          |

## Palmarés

### Campeonatos internacionales
| Título                  | Club              | Sede  | Año     |
| ----------------------- | ----------------- | ----- | ------- |
| Liga Juvenil de la UEFA | Real Madrid C. F. | Suiza | 2019-20 |